# Public Knowledge
Public Knowledge (in italiano: Conoscenza pubblica) è un'associazione non-profit statunitense interessata a tematiche come le leggi sulla proprietà intellettuale, la competizione e la scelta nel mercato digitale.
Il suo presidente e cofondatore è Gigi Sohn. Tra i suoi direttori ci sono Hal Abelson e Lawrence Lessig.